# Стравинский, Игорь Фёдорович
И́горь Фёдорович Страви́нский (5 [17] июня 1882, Ораниенбаум, Санкт-Петербургская губерния — 6 апреля 1971, Нью-Йорк) — русский композитор. Гражданин Франции (1934) и США (1945). Один из крупнейших представителей мировой музыкальной культуры XX века. Музыку Стравинского отличает стилистическое многообразие: в первом периоде творчества (наиболее репертуарные его сочинения) она несёт яркий отпечаток русской культурной традиции. Стилистика позднейших сочинений выдаёт, среди прочего, влияние неоклассицизма и додекафонии Новой венской школы.

## Биография
Игорь Стравинский родился 17 июня 1882 года на Швейцарской улице в Ораниенбауме, под Петербургом. Его отец, Фёдор Игнатьевич Стравинский (08.06.1843 — 21.11.1902) — оперный певец, родом из Речицкого уезда Минской губернии, солист Мариинского театра. Его мать, пианистка и певица Анна Кирилловна Холодовская (11.08.1854 — 7.06.1939), из казацкого рода Холодовских, была постоянным концертмейстером на концертах мужа. В доме Стравинских в Петербурге принимали музыкантов, артистов, писателей, в числе которых был и Ф. М. Достоевский.
Стравинский брал частные уроки фортепиано у А. П. Снетковой (с 1896/97 по 1899) и Л. А. Кашперовой (с декабря 1899). Позже композитор отмечал: «Единственной идиосинкразией мадемуазель Кашперовой как педагога был полный запрет пользоваться педалями; я должен был держать звук пальцами, подобно органисту; возможно, это было предзнаменованием, поскольку я никогда не писал музыку, требовавшую усиленной педализации». На формирование музыкальных вкусов Стравинского в этот период оказал большое влияние его старший товарищ — композитор и пианист И. В. Покровский, который знакомил его с западноевропейской музыкой, в первую очередь с французской (Ш. Гуно, Ж. Бизе, Л. Делиб, Э. Шабрие и др.), помогая ему освобождаться от влияния музыкального академизма того времени. В своих «Диалогах» Стравинский утверждает, что наиболее тесное общение с Покровским, оказавшим «решительное влияние» на его жизнь, относится к 1897—1899 годам: «Когда мы встретились с ним, я ещё учился в гимназии, а он уже окончил университет; он был ровно на столько старше меня, чтобы я мог считать его авторитетом… Покровский казался мне кем-то вроде блистательного Бодлера в противовес esprit beige [провинциализму] моей семьи. Вскоре я стал проводить с ним всё своё время, даже за счёт школьных занятий». В 19 лет после окончания гимназии Гуревича, по настоянию родителей, поступил на юридический факультет Санкт-Петербургского университета, одновременно приступив к самостоятельному изучению музыкально-теоретических дисциплин. 
С 1904 по 1906 год Игорь Стравинский брал частные уроки у Н. А. Римского-Корсакова, который предложил Стравинскому занятия два раза в неделю, параллельно с его уроками у В. П. Калафати. 
В 1906 году Стравинский женился на Екатерине Гавриловне Носенко, своей кузине. В 1907 году родился их первый сын, художник Фёдор Стравинский, в 1910 году второй сын, композитор и пианист Святослав Сулима-Стравинский. В 1900-е — 1910-е годы семья Стравинских жила подолгу в своём имении, которое находилось в Устилуге.
Под руководством Римского-Корсакова в 1906 году были написаны первые сочинения — скерцо и соната для фортепиано, сюита для голоса с оркестром «Фавн и пастушка» и т. д. На премьере сюиты присутствовал Сергей Дягилев, высоко оценивший талант молодого композитора. Через некоторое время С. Дягилев предложил ему написать балет для постановки в «Русских сезонах» в Париже в 1910 году. В течение трёх лет сотрудничества с труппой Дягилева Стравинский написал три балета, принёсших ему мировую известность — «Жар-птица» (1910), «Петрушка» (1911) и «Весна священная» (1913). В эти годы (главным образом, в связи с постановками С. Дягилева) Стравинский неоднократно ездил в Париж. 
В июне 1911 года, вскоре после парижской премьеры «Петрушки» в «Русских балетах» Дягилева, Стравинский познакомился с Эриком Сати, которого определял как «самого странного человека, которого когда-либо знал», но притом называл его «самым замечательным» и «неизменно остроумным». Осенью того же года состоялась встреча и фотографирование в доме Клода Дебюсси, где обедали три композитора, имевшие прямое отношение к стилю импрессионизм в музыке: его «предтеча» и основоположник (Эрик Сати), общепризнанный глава (Клод Дебюсси) и русский последователь (Игорь Стравинский), уже обозначивший своё движение к другим стилям.
Дебюсси считал, что «молодая русская школа» подпала под иностранное влияние: «Сам Стравинский опасно уклоняется в сторону Шёнберга, но, впрочем, остаётся самым чудесным оркестровым механизмом этого времени». Русский композитор позже познакомился с этими словами Дебюсси и связывал их с тем энтузиазмом, с которым он принял вокально-инструментальный цикл «Лунный Пьеро» Шёнберга, прослушивание которого (в 1912 году в Берлине) по словам Стравинского было большим событием в его жизни.
Переписка Стравинского и Сати, начавшаяся в 1913 году, насчитывает десятки писем:279. Как считает исследователь творчества Сати Юрий Ханон, некоторые произведения Сати, в особенности балет «Парад» (1917) и кантата «Сократ» (1918, авторское обозначение «симфоническая драма»), значительно повлияли на творчество Стравинского. По мнению Г. Филенко, особый поворот в решении античной темы, архаизация музыкального языка и принципиально новые методы музыкальной конструкции в «Сократе» оказались плодотворными для других композиторов и почти на десять лет предвосхитили грядущий неоклассицизм «Антигоны» Онеггера (1924), а также «Аполлона Мусагета» и «Царя Эдипа» Стравинского (1929—1930), заранее очертив все основные черты нового стиля:76.
Сам же Стравинский отзывался о «Сократе» Сати, как и о профессиональных достоинствах его автора, скептично и сдержанно:

Не думаю, чтобы он хорошо знал инструментовку и предпочитаю «Сократа» в том виде, в каком он играл мне [на фортепиано], нескладной оркестровой партитуре. Я всегда считал сочинения Сати ограниченными «литературщиной». Заголовки у них литературные, но тогда как названия картин Клее, тоже взятые из литературы, не стесняют его живопись, у Сати, мне кажется, это случается, и при повторном прослушивании его вещи теряют большую долю интереса. Беда «Сократа» в том, что он наскучивает одним своим метром. Кто может вынести это однообразие? И все же музыка смерти Сократа трогательная и по-своему благородна.
— Стравинский. Диалоги

«Поскольку Шестёрка чувствовала себя свободной от своей доктрины и была исполнена восторженного почитания к тем, против кого выставляла себя в качестве эстетического противника, то и никакой группы она не составляла. „Весна священная“ произросла мощным деревом, оттесняя наш кустарник, и мы собирались было признать себя побеждёнными, как вдруг Стравинский вскоре сам присоединился к нашему кругу приёмов, и необъяснимым образом в его произведениях даже чувствовалось влияние Эрика Сати».— Жан Кокто, «к юбилейному концерту Шестёрки в 1953 году»
В начале 1914 года, накануне Первой мировой войны, выехал с семьёй в Швейцарию. Из-за начавшейся войны, а затем революции Стравинские в Россию не вернулись. С весны 1915 года композитор жил с семьёй в Морже близ Лозанны, с 1920 года — преимущественно в Париже.
Среди сочинений этого времени — опера «Соловей» по одноимённой сказке Андерсена (1914) и «История солдата» (1918). Этим же временем датируется сближение Стравинского с французской «Шестёркой». После окончания войны Стравинский принял решение не возвращаться в Россию и спустя некоторое время переехал во Францию. В 1919 году композитор по заказу Дягилева написал балет «Пульчинелла», поставленный год спустя. В 1922 году мать композитора, Анна Холодовская, выехала из России и жила в доме сына в Париже. Умерла в 1939 году, похоронена на кладбище Сент-Женевьев-де-Буа. Игорь Стравинский посвятил ей песню «Незабудочка-цветочек» из «Двух стихотворений Константина Бальмонта для голоса и фортепиано».
Стравинский оставался во Франции до 1940 года. Здесь состоялись премьеры его последних русских сочинений — камерной оперы «Мавра» (1922) и небольшой хореографической кантаты «Свадебка» (1923), а также сочинений, написанных в неоклассической манере, среди которых балеты «Пульчинелла» (1920) и «Поцелуй феи» (1928). В Париже он впервые обратился к духовной музыке — написал «Отче наш» для хора без сопровождения (1928) и знаменитую «Симфонию псалмов» (1930) на латинские тексты Псалтири (1930; впервые исполнена в декабре того же года в Брюсселе Э. Ансерме).
С 1915 года Стравинский периодически выступал в качестве дирижёра собственных сочинений. В 1924 году Стравинский дебютировал в качестве пианиста, исполнив собственный Концерт для фортепиано и духового оркестра под управлением Сергея Кусевицкого.
В начале 1930-х годов Стравинский написал Концерт для скрипки с оркестром и Концерт для двух фортепиано. В 1933—1934 годах по заказу Иды Рубинштейн совместно с Андре Жидом Стравинский сочинил мелодраму «Персефона». В 1934 года Стравинский принял французское гражданство, в 1935 году издал мемуары под названием «Хроника моей жизни» на французском языке.
Позже Стравинский вспоминал парижские годы как самое несчастливое время его жизни. В 1938 году умерла его старшая дочь Людмила, в 1939 году — его жена (похоронена в Париже на кладбище Сент-Женевьев-де-Буа) и его мать. 9 марта 1940 года Стравинский женился вновь — на Вере Судейкиной, с которой был знаком с 1922 года.
С 1936 года Стравинский периодически ездил с гастролями в США, в ходе которых укрепились его творческие связи с этой страной. В 1937 году в нью-йоркском театре Метрополитен-опера был поставлен балет «Игра в карты», год спустя был исполнен концерт «Думбартон-Окс». Стравинского пригласили прочитать курс лекций[уточнить][когда?] в Гарвардском университете. В связи с началом Второй мировой войны Стравинский принял решение переехать в США (1939). Сначала он поселился в Сан-Франциско, а затем в Лос-Анджелесе. В 1945 году он получил американское гражданство. Произведения этого периода — опера «Похождения повесы» (1951), ставшая апофеозом неоклассического периода, балеты «Орфей» (1948), Симфония до мажор (1940) и Симфония в трёх частях (1945), Эбони-концерт для кларнета и джаз-оркестра (1946).
В январе 1944 года, в связи с исполнением необычной аранжировки гимна США в Бостоне, местная полиция арестовала Стравинского и предупредила, что существует ответственность в виде штрафа за искажение гимна. Сам композитор опровергал эту историю.
С начала 1950-х годов Стравинский начал систематически использовать серийный принцип. Переходным сочинением стала Кантата на стихи английских анонимных поэтов, в которой обозначилась тенденция тотальной полифонизации музыки. Первым серийным сочинением стал Септет (1953). Серийным сочинением, в котором Стравинский совершенно отказался от тональности, стали «Threni» (Плач пророка Иеремии, 1958). Произведение, в котором серийный принцип абсолютен, — «Движения» для фортепиано с оркестром (1959) и Вариации памяти Олдоса Хаксли для оркестра. В 1966 году Стравинский написал «Заупокойные песнопения» (Requiem canticles) — небольшое камерное по стилю сочинение (в отличие от масштабных «патетических» реквиемов романтиков), которое считал завершающим в своей творческой карьере.
На протяжении десятилетий Стравинский активно гастролировал как дирижёр (преимущественно собственных сочинений) в Европе и США. Отличаясь чрезвычайной требовательностью к соблюдению предписанных им исполнительских нюансов (темпа, динамики, акцентов и пр.), Стравинский придавал большое значение аудиозаписи. В 1950-х и начале 1960-х годов под управлением автора на лейбле Columbia Records было записано подавляющее большинство его сочинений. Авторские аудиозаписи Стравинского-дирижёра доныне служат важным ориентиром для всех новых исполнительских интерпретаций его музыки.
21 сентября 1962 года Стравинский прилетел в Москву, где дирижировал своими сочинениями (в октябре — в Ленинграде). Концерты Стравинского были восторженно встречены музыкальной общественностью страны.
Последнее завершённое произведение Стравинского — обработка для камерного оркестра двух духовных песен Хуго Вольфа (1968). Неоконченными остались оркестровки четырёх прелюдий и фуг из Хорошо темперированного клавира И. С. Баха (1968—1970), также сохранились эскизы некоего сочинения для фортепиано.
Стравинский умер 6 апреля 1971 года в Нью-Йорке от сердечной недостаточности. Похоронен на кладбище Сан-Микеле в Венеции (Италия), на так называемой «русской» его части, недалеко от могилы Сергея Дягилева. В 1982 году рядом с могилой Стравинского была похоронена его жена Вера Боссе.

## Творчество
Стравинский работал практически во всех современных ему жанрах. В его творческом наследии оперы, балеты, симфонии, кантаты и оратории, концерты для солирующих инструментов с оркестром, камерная инструментальная и вокальная музыка. Творческую карьеру Стравинского подразделяют на три периода — русский, неоклассический и серийный. Это подразделение условно и противоречиво, например, сочинения «на русскую тему» («Отче наш», «Верую», «Богородице Дево радуйся», «Скерцо в русском стиле» и др.) Стравинский писал в годы, которые причисляют к периоду неоклассицизма, а обращение к темам прошлого (балет «Агон», хоровой Реквием) характерно не только для неоклассического, но и для серийного периода. Опера «Похождения повесы» (1951) считается «неоклассической», хотя написана уже в «серийные» годы и совершенно иным языком, нежели балет «Пульчинелла» (1920).

### Русский период
Первый этап музыкальной карьеры Стравинского (не считая некоторых его ранних работ) отсчитывается от написания оркестровой фантазии «Фейерверк» и включает три балета, созданных им для труппы С. Дягилева («Жар-птица», «Петрушка» и «Весна священная»). Эти произведения характеризуются рядом схожих черт: все они рассчитаны на большой оркестр, и в них активно используются русские фольклорные темы и мотивы. В них также явственно прослеживается развитие стилистических особенностей — от «Жар-птицы», выражающей и акцентирующей определённые направления в творчестве Римского-Корсакова, основанной на ярко выраженных свободных диатонических созвучиях (особенно в третьем действии), через политональность, характерную для «Петрушки», к нарочито грубым проявлениям полиритмии и диссонанса, которые заметны в «Весне священной».
Применительно к последнему произведению некоторые авторы (в частности, Нил Уэнборн) ссылаются на намерение Стравинского создать своего рода «адскую» атмосферу. С такой точки зрения первое представление «Весны священной» в 1913 году можно было счесть довольно успешным: премьера прошла весьма бурно, вплоть до того, что сам Стравинский в автобиографии характеризовал её как «скандал» (фр. scandale). Отдельные свидетели утверждали, что местами в зале наблюдались стычки, и второй акт потребовалось проводить в присутствии полиции. Исследователи, впрочем, обращают внимание на противоречия в различных версиях изложения событий.
Помимо перечисленных выше произведений, к данному периоду в творчестве Стравинского относят оперу «Соловей» (1916) и три сочинения для музыкального театра — «История солдата» (1918), «Байка про лису, петуха, кота да барана» (1916), «Свадебка» (1923), каждое из которых имеет (в виде подзаголовка) уникальное авторское обозначение жанра.

### «Неоклассический» период
Первым неоклассическим сочинением Стравинского стал балет с пением «Пульчинелла» (1920), где композитор опирался на музыку итальянских композиторов XVIII века, особенно Дж. Перголези, а собственную музыку (гармонию, ритм, оркестровку) явным образом стилизовал в манере классицизма. В гораздо большей степени индивидуальность Стравинского проявила себя в камерной опере «Мавра» (1922); по этой причине некоторые музыковеды считают именно «Мавру» рубежным произведением, завершающим русский и начинающим «неоклассический» период творчества Стравинского. Неоклассицизм в диапазоне от искусной стилизации музыки прошлого (барокко, классицизма, романтизма) до глубокого её переосмысления отличает оперу-ораторию «Царь Эдип» (1927, на латинский текст), балет «Поцелуй феи» (1928, с использованием музыки П. И. Чайковского), Концерт для камерного оркестра «Дамбартон-Окс» (1938). Балет «Аполлон Мусагет» (1928), балет «Орфей» (1947) и мелодрама «Персефона» (1933), написанные на «античную тему» (с опорой на древнегреческую мифологию), хотя с точки зрения техники композиции и не имеют ничего общего с классической (то есть античной) музыкой, также причисляются к произведениям неоклассического периода Стравинского. В рамки данного периода укладываются также три симфонии: «Симфония псалмов» (1930), Симфония in C (1940) и «Симфония в трех частях» (1945).

### Поздний, или «серийный», период
В 1950-е годы композитор начал использовать в своих сочинениях серийную технику. Первые эксперименты с серийной техникой прослеживаются в небольших композициях 1952—1953 годов «Кантата», «Септет» и «Три песни из Вильяма Шекспира». В «Canticum sacrum», созданном в 1955 году, одна из пяти частей (Surge Aquilo) полностью додекафонна. Впоследствии композитор использовал серийную технику в своих сочинениях «Агон» (1957), «Плач пророка Иеремии» (1958), «Проповедь, притча и молитва» (1961, два последних основаны на библейских текстах и мотивах), а также в мистерии «Потоп» (1962), представляющей собой синтез выдержек из Книги Бытия со средневековыми английскими мистериями; в «Потопе» также используется текст католического гимна Te Deum.

## Стиль
Стиль Стравинского невозможно описать коротко и однозначно (как это возможно, например, в отношении венского классика Моцарта или романтика Шопена). Причина этого — в непрерывных стилевых поисках и композиционно-технических экспериментах, которыми отмечены работы композитора на протяжении всей его жизни. Вследствие изменчивости стилевых и композиционно-технических предпочтений Стравинского западная историография окрестила его «Протеем двадцатого века».

### «Русский» Стравинский
«Русское» в музыке Стравинского, наиболее заметное в использовании им характерных особенностей жанров крестьянского и городского фольклора (как в песенных сборниках «Прибаутки» и «Кошачьи колыбельные», в «Свадебке», в «Петрушке») — мелодики, гармонии, ритмики, фактуры и т. д. — не ограничивается опусами так называемого русского периода. Явные и латентные отголоски «русского» находятся во многих сочинениях «неоклассического» периода (прямые, например, в вокальных сочинениях на церковнославянские тексты «Верую», «Богородице Дево радуйся» и «Отче наш», в инструментальном «Русском скерцо»; скрытые, например, в «Симфонии псалмов»). Сам Стравинский считал себя русским на протяжении всей жизни, даже с учётом поздней, вполне додекафонной, музыки. На склоне лет, во время поездки в 1962 в Россию композитор дал интервью одной из центральных газет, в котором, как бы отвечая на советские упреки в «формализме», настаивал:

Я всю жизнь по-русски говорю, у меня слог русский. Может быть, в моей музыке это не сразу видно, но это заложено в ней, это — в её скрытой природе— Интервью газете «Комсомольская правда» (сентябрь 1962).
Один из лучших российских интерпретаторов Стравинского Г. Н. Рождественский в книге, посвящённой в том числе изучению его техники композиции, писал:

…в каждой партитуре Стравинского (включая опусы последних лет) можно услышать интонации русской музыкальной речи, интонации русского фольклора, Мусоргского, Чайковского— Рождественский Г.Н. Дирижёрская аппликатура. Л., 1978, с. 8.

### «Серийный» Стравинский
Неоднозначными были реакции критиков и коллег-композиторов (например, Д. Д. Шостаковича и П. Булеза) на позднее творчество Стравинского. Серийные опыты Стравинского воспринимались одними как «формалистический» тренд, как «окончательный разрыв» с национальной традицией, другими — как попытка «объективации» музыкального языка, как запоздалое стремление придать языку «универсальный» характер. С точки зрения техники композиции, в отличие от нововенцев (Шёнберга, Веберна и Берга) Стравинский поначалу обращался с серией весьма свободно, писал короткие серии (не использовал все 12 тонов), допускал повторения тонов, объединял разновысотные звуки в «псевдо-трезвучия», не распространял серии на всё сочинение, оформляя в серийной технике лишь отдельные части. Использование серийной техники регистрируется в «Движениях» для фортепиано и оркестра (1959), кантате «Проповедь, притча и молитва» (1961), музыкальном представлении «Потоп» (1962), священной балладе «Авраам и Исаак» (1963), «Вариациях памяти Oлдоса Хаксли» для оркестра (1964), «Памяти Т. С. Элиота» для мужского хора и камерного ансамбля (1965), «Заупокойных песнопениях» (1966).
В отличие от Э. Кшенека, Стравинский ротировал не только шестизвучные, но и четырёхзвучные, а также двенадцатизвучные сегменты основных серийных форм по преимуществу «хроматически» («диатоническая» ротация была использована им лишь однажды в «Движениях»). Свёртывание ротационных сегментов в аккордовые вертикали и их последовательности легло в основу серийной гармонии позднего Стравинского. Перенесение акцента с полифонических на гармонические способы разработки 12-тонового ряда позволило композитору создать индивидуально-авторский вариант серийной техники. По мнению В. В. Гливинского, «серийно-ротационные таблицы как главный порождающий фактор текста семи поздних партитур Стравинского обнаруживают глубинное родство с базами данных, используемых в сфере современных информационных технологий».

### Переложения, обработки
На протяжении жизни Стравинский постоянно перерабатывал собственные и чужие сочинения (авторские композиции, музыку православного обихода, народные песни). Наиболее часто обработка Стравинского представляла собой переложение своего же раннего сочинения для иного (по сравнению с первоначальным) инструмента либо состава инструментов (например, многие вокальные сочинения русского периода, написанные для голоса и фортепиано, позже аранжированы для голоса с ансамблем инструментов). В некоторых случаях обработке сопутствовала переделка оригинальной музыки (сокращение, варьирование, реже расширение, обновление гармонизации), в таких случаях говорят о «редакции» (две редакции фортепианного Танго — для скрипки и фортепиано и для скрипки и инструментального ансамбля).
Примером может служить музыка к балету «Петрушка», к которой композитор возвращался неоднократно. Сочинение было закончено в 1911 (так называемая «первая редакция», или «оригинальная редакция») и подверглось в дальнейшем разнообразной переработке: в 1921 (обработка трёх номеров для фортепиано), в 1932 (обработка «Русского танца» для скрипки и фортепиано), в 1947 (вторая редакция балета, переоркестровка), в 1947 (сюита из балета для симфонического оркестра), в 1965 (третья редакция балета).
Некоторые обработки Стравинского поражают парадоксальностью. Так, канонические православные тексты (на церковнославянском языке) в небольших хоровых сочинениях «Отче наш» (1926), «Символ веры» (1932) и «Богородице Дево, радуйся» (1932) композитор в 1949 заменил каноническими текстами католиков (на латыни; соответственно Pater noster, Credo и Ave Maria), без малейшего изменения (совершенно русской по стилю) музыки.
Сочинения других композиторов и народную музыку Стравинский обрабатывал в тех же весьма подвижных границах — от «простой» инструментовки (духовные песни Хуго Вольфа, мадригалы Карло Джезуальдо, русская народная песня «Дубинушка») до глубокого авторского переосмысления («Пульчинелла» на музыку Дж. Б. Перголези, «Поцелуй феи» на музыку П. И. Чайковского).

## Награды и звания
- Командор ордена Сантьяго (25 июля 1966 года, Португалия)[45]
- Член Шведской королевской музыкальной академии (1951)

### Литературные сочинения
- (в соавторстве с В. Ф. Нувелем) Хроника моей жизни (фр. Chroniques de ma vie. Paris, 1935; рус. перевод: Москва, 2005).
- (в соавторстве с П. П. Сувчинским) Музыкальная поэтика (фр. Poétique musicale. Cambridge, MA, 1942; англ. перевод под назв. Poetics of Music, 1947; рус. перевод: Москва, 2004).
- Беседы с Р. Крафтом. London & New York, 1958—1969:

1. Conversations with Igor Stravinsky (1958);
2. Memories and commentaries (1960);
3. Expositions and developments (1962);
4. Themes and episodes (1966);
5. Dialogues and a diary (1968);
6. Retrospectives and conclusions (1969).

Диалоги. Перевод В. А. Линник под ред. Г. А. Орлова и М. С. Друскина. Ленинград, 1971. Перевод (во фрагментах) первых четырёх книг. Полного перевода всех шести книг бесед Крафта со Стравинским на русском языке нет.
- Хроника. Поэтика // Составление, комментарии, перевод, указатели, заключительная статья С. И. Савенко. М.: РОССПЭН, 2004. 368 с.

## Семья
- Брат — Роман (1874 — май 1897).
- Брат — Юрий (1878 — май 1941), архитектор.
- Брат — Гурий (12 августа (30 июля) 1884 — апрель 1917), артист Мариинского театра, бас-баритон, умер от тифа и перитонита в Яссах на Южном фронте Первой Мировой войны[47], похоронен в могиле отца.
- На дочери И. Ф. Стравинского Людмиле (1908—1938) был женат поэт Юрий Мандельштам. Оставшись сиротой, их дочь Екатерина (Китти) Мандельштам (1937—2002) воспитывалась в семье дяди — Фёдора Игоревича Стравинского (1907—1989)[48].

## Адреса
В Санкт-Петербурге:
- 5 июня 1882—1908 — дом М. Ф. Немковой — набережная Крюкова канала, 6 (сейчас 8), кв. 66.
- 1909—1910 гг. — женившись, Игорь Стравинский снял квартиру на Английском проспекте в доме номер 26, кв. 15[49]. Дом стал значимым для творчества композитора: именно здесь он написал музыку балета «Жар-птица»;

в Нью-Йорке:
- В конце жизни[уточнить] апартаменты в Essex House (JW Marriott Essex House[англ.]) — Central Park South[англ.], 160.

## Память
В честь Игоря Стравинского выпущены монеты и почтовые марки.
- В честь Стравинского в 1993 году выпущена платиновая монета номиналом 150 рублей Банка России.
- Именем Стравинского назван кратер на Меркурии.
- Имя Стравинского носит астероид 4382 Стравинский (4382 Stravinsky)[50].
- В Лозанне — аллея Стравинского.
- В Амстердаме — улица Стравинского (Strawinskylaan[нидерл.]),
- В Ломоносове — Площадь Стравинского.
- Музыкальная школа в Ломоносове носит имя Стравинского.
- Музыкальная аудитория в Монтрё носит имя Стравинского.
- Фонтан Стравинского — на одноимённой площади перед Центром Жоржа Помпиду в Париже.
- В 2019 году в Киеве на Лютеранской улице размещена мемориальная доска с барельефом Стравинского.
- Художественный фильм «Коко Шанель и Игорь Стравинский» закрывал Каннский кинофестиваль 2009 года.
- Имя Стравинского носит самолёт А-319 компании «Аэрофлот — Российские авиалинии», регистрационный номер VP-BDO.
- Музей Игоря Стравинского открыт на Украине в городе Устилуг на Волыни в 1990 году.
- На Волыни с 1994 года проводится Музыкальный фестиваль имени Игоря Стравинского.
- «Весна священная» Стравинского записана на Золотой пластинке «Вояджера».
- В честь Игоря Фёдоровича Стравинского жёлтому алмазу весом 34,17 карата, добытому 15 сентября 2017 года на месторождении россыпи «Эбелях», присвоено имя «Стравинский»[51].
- В честь И. Ф. Стравинского назван залив в Антарктиде (залив Стравинского, Земля Александра I, 72°20′ ю. ш., 71°30′ з. д., название присвоено в 1975 году английскими исследователями)[52].
- Большой зал театра "Геликон-опера" (возведение закончено в 2015 году) носит имя Игоря Стравинского